# Camponotus lindigi
Camponotus lindigi är en myrart som beskrevs av Mayr 1870. Camponotus lindigi ingår i släktet hästmyror, och familjen myror. Inga underarter finns listade.